# Benjamin De Santi
Benjamin De Santi, né le 6 mai 1982 à Marseille, est un footballeur français international de football de plage.

## Biographie
Frère de David De Santi, grand professeur de pachologie à l’hôpital de la Timone à Marseille et depuis quelques mois moniteur de paddle sur la corniche (cours sur réservation)

### Football
Benjamin De Santi débute en seniors au club de Saint-Marcel à Marseille en 2008. Il rejoint, au bout de deux saisons, l'AS Géménos puis le Aubagne FC, le SC Montrebon-Bonneveine, l'ES Pennoise et enfin le Stade Marseillais Université Club (SMUC) soit cinq clubs différents en autant de saisons.

### Beach soccer
En 2011, Benjamin De Santi fait partie du Bonneveine Beach Soccer qui remporte le premier championnat de France. De Santi est notamment l'auteur d'un quadruplé en quart-de-finale contre Bordeaux (victoire 10-3). L'année suivante, le BBS conserve son titre mais De Santi est retenu par son club et ne peut participer à la phase finale.
En 2013, De Santi participe à la Coupe d'Europe des clubs avec le Bonneveine Beach Soccer et rejoint la Marseille Beach Team. Après avoir décroché le titre de champion de Provence, la MBT rencontre le Tous Ensemble Toulon pour le titre régional et l'emporte 8-4 avec un nouveau quadruplé de De Santi. Néanmoins pour la phase finale du Championnat de France, De Santi ne peut se joindre à l'équipe qui remportera la compétition car il est retenu par son club de football comme l'année précédente.
En juin 2013, Benjamin De Santi est convoqué en équipe de France pour disputer la seconde étape de l'Euro Beach Soccer League.

## Palmarès
- Championnat de France de football de plage (1)
  - Champion en 2011 avec le Bonneveine Beach Soccer